# Ramadà
|  | Aquest article tracta sobre la pràctica religiosa. Si cerqueu el mes del calendari musulmà, vegeu «Ramadà (mes)». |

El Ramadà (àrab: رَمَضَان, Ramaḍān) és la pràctica musulmana de celebrar el novè mes del calendari islàmic amb dejuni (sawm), oració, reflexió i en comunitat. Com a commemoració de la primera revelació de Mahoma, l'observació anual del Ramadà és considerada com un dels cinc pilars de l'islam i dura de vint-i-nou a trenta dies, des d'un albirament de la mitja lluna fins al següent.
El dejuni des de l'alba fins a la posta de sol és fard (‘obligatori') per a tots els musulmans adults excepte els que són malalts aguts o crònics, estan de viatge, són grans, fan la lactància, són diabètics o tenen la regla. El menjar d'abans de la matinada es coneix com suhur, i la festa nocturna que trenca el dejuni s'anomena iftar. Tot i que s'han publicat fàtues segons les quals els musulmans que viuen en regions amb sol de mitjanit o nit polar haurien de seguir l'horari de la Meca, és pràctica habitual seguir l'horari del país més proper on es pot distingir la nit del dia.
Es creu que les recompenses espirituals (thawab) del dejuni es multipliquen durant el Ramadà. En conseqüència, els musulmans s'abstenen no només d'aliments i begudes, sinó també de productes com el tabac, de les relacions sexuals i dels comportaments pecaminosos, dedicant-se a la salat (oració) i a la recitació de l'Alcorà.

## Etimologia
La paraula deriva de l'arrel àrab r-m-ḍ, que fa referència a ‘xardor', ‘calda', ‘ardència'. Ramadà és un dels noms de Déu a l'islam i, per aquest motiu, s'indica en molts hadits que està prohibit dir només «ramadà »en referència al mes natural i que cal dir «mes de ramadà», tal com marquen les fonts sunnites, les fonts xiïtes i les fonts zaidites.
En la llengua persa, la lletra àrab ض (/ḍ/) es pronuncia /z/. Per això alguns països musulmans de llengua persa o amb una tradicional influència persa, com ara l'Azerbaidjan, l'Iran, l'Índia, el Pakistan o Turquia, pronuncien i transcriuen la paraula com Ramazan o Ramzan. La forma Romzan s'utilitza a Bangladesh.

## Història

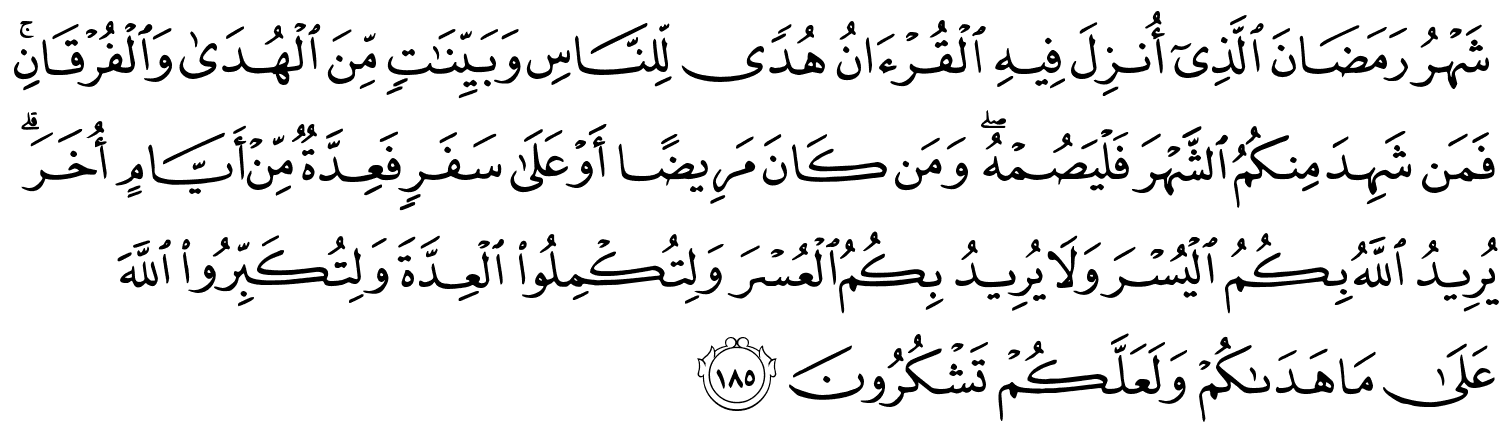
Sura 2, aleia185, en àrab.

Els musulmans sostenen que totes les escriptures s'han revelat durant el Ramadà, ja que els rotlles d'Abraham, la Torà, els salms, l'Evangeli i l'Alcorà van ser anunciats el primer, sisè, dotzè, tretzè (en algunes fonts, divuitè) i vint-i-quatrè dies del Ramadà, respectivament. En la tradició islàmica, el profeta Muhàmmad va rebre la seva primera revelació la Laylat al-Qadr, una de les cinc nits senars que cauen durant els darrers deu dies del Ramadà.
Tot i que pel primer cop que es va manar dejunar als musulmans durant el mes de ramadà fou el segon any de l'Hègira (624 dC), aquests creuen que la pràctica del dejuni no és una innovació del monoteisme, sinó que sempre hauria estat necessària per tal que els creients poguessin assolir la taqwa (‘temor de Déu', ‘devoció', ‘pietat').[Alcorà 2:183] Assenyalen que els pagans preislàmics de la Meca ja dejunaven el desè dia de muhàrram per tal d'expiar el pecat i evitar la sequera. Philip Jenkins argumenta que l'observança del dejuni del Ramadà va sorgir de «l'estricta disciplina quaresmal de les Esglésies sirianes», una hipòtesi corroborada per altres erudits, inclòs el teòleg Paul-Gordon Chandler, però disputada per alguns acadèmics musulmans.

## Dates importants
El primer i l'últim dia del Ramadà venen determinats pel calendari lunar islàmic.

### Començament

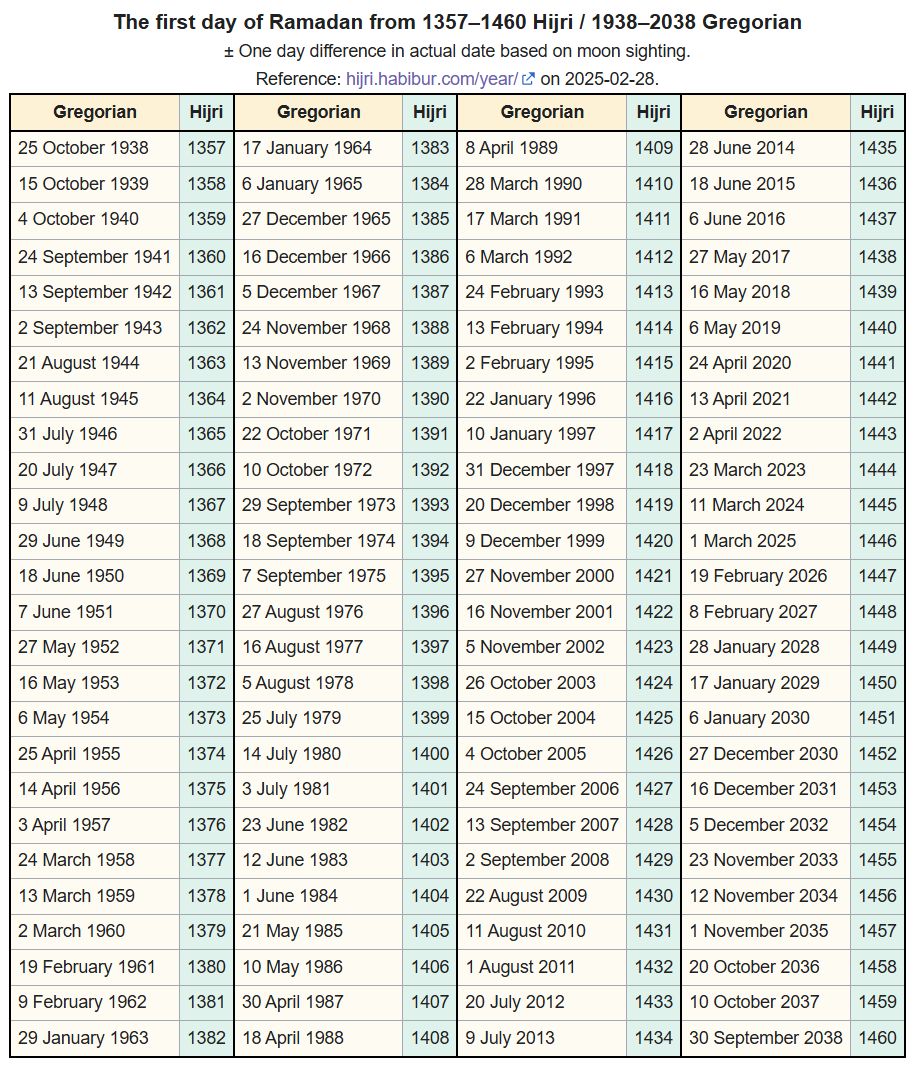
Dia d'inici del Ramadà segons el calendari gregorià, des del 1938 al 2038.

Com que el hilal, la mitja lluna, sol produir-se aproximadament un nombre exacte de dies després de la lluna nova, els musulmans podrien calcular matemàticament el començament del Ramadà; tanmateix, molts prefereixen confirmar l'obertura del Ramadà mitjançant l'observació visual directa de la mitja lluna, tal com recomana la tradició.

### Nit del destí o Làylat al-Qadr
La Nit del destí és considerada la nit més sagrada de l'any. Generalment es creu que es va produir en una nit senar durant els darrers deu dies del Ramadà; els bohra dawoodi creuen que la Làylat al-Qadr va ser la vint-i-tresena nit de Ramadà.

### Id
La celebració de l'Id al-fitr (en àrab عيد الفطر), que marca el final del dejuni del Ramadà i el començament del mes de xawwal, el següent mes lunar, se celebra després d'haver vist una lluna nova creixent o després de completar els 30 dies de dejuni, si no és possible cap albirament de la lluna. L'Id commemora el retorn a una disposició més natural (fitra) en el menjar, el beure i la intimitat matrimonial.

## Pràctiques religioses

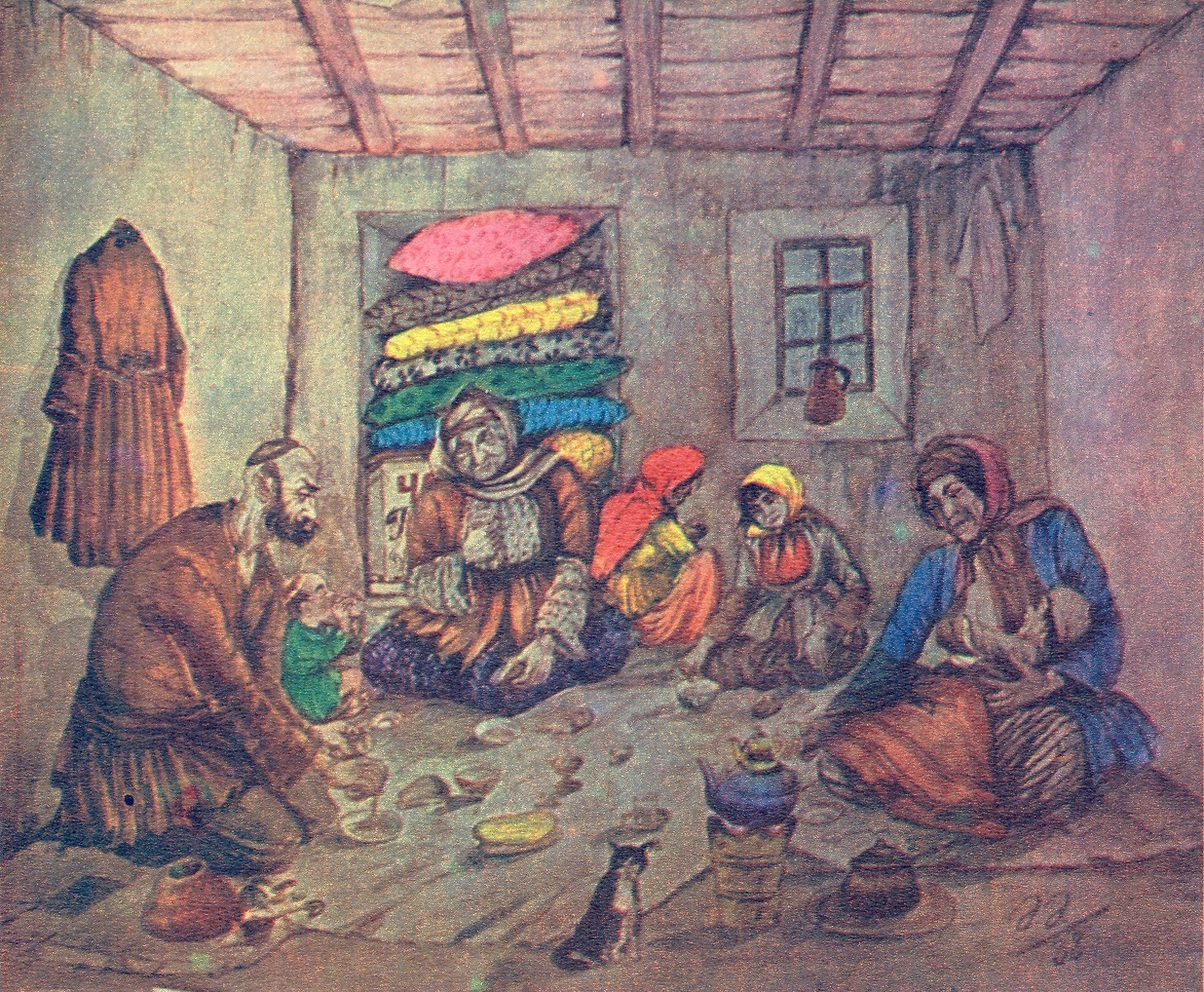
Azim Azimzade, Ramadà de la gent pobra, 1938.

La pràctica habitual és fer dejuni des de l'alba fins al capvespre. El menjar que es fa abans de l'alba abans, és a dir abans de començar el dejuni diari, s'anomena sahur, mentre que el menjar que es fa a la posta de sol i que trenca el dejuni s'anomena iftar.
Els musulmans dediquen més temps a l'oració i les obres de caritat, tractant de millorar la seva autodisciplina, seguint allò expressat pel hadit: «Quan el ramadà arriba, s'obren les portes del paradís i es tanquen les de l'infern i els dimonis es posen en cadenes.»

### Dejunar
El Ramadà és un moment de reflexió espiritual, de superació personal i de devoció i culte intensificats. S'espera que els musulmans facin més esforços per seguir els ensenyaments de l'islam. El dejuni comença a la matinada i acaba al capvespre. A més d'abstenir-se de menjar i de beure durant aquest temps, els musulmans s'abstenen de les relacions sexuals i del comportament pecaminós. Es diu que l'acte de dejuni redirigeix el cor cap a les activitats mundanes, amb el propòsit de netejar l'ànima alliberant-la d'impureses nocives. Els musulmans creuen que el Ramadà ensenya a practicar l'autodisciplina, l'autocontrol, el sacrifici i l'empatia cap a aquells que són menys afortunats, fomentant així les accions fruit de la generositat i la caritat obligatòria (zakat).
Els musulmans també creuen que per a les persones pobres que no tenen prou menjar haurien de dejunar perquè els pobres puguin menjar. Això també els farà adonar-se de la pobresa que senten amb la fam. Ara l'objectiu del dejuni sembla ser compassiu cap a les persones pobres.
Les excepcions al dejuni inclouen estar de viatge, tenir la menstruació, patir malalties greus, estar embarassada i la pràctica de la lactància materna. No obstant això, molts musulmans malalts practiquen el dejuni per satisfer les seves necessitats espirituals, tot i que hi ha hadits que no ho recomanen. Els que no puguin dejunar estan obligats a compensar els dies perduts més tard.

#### Sahur

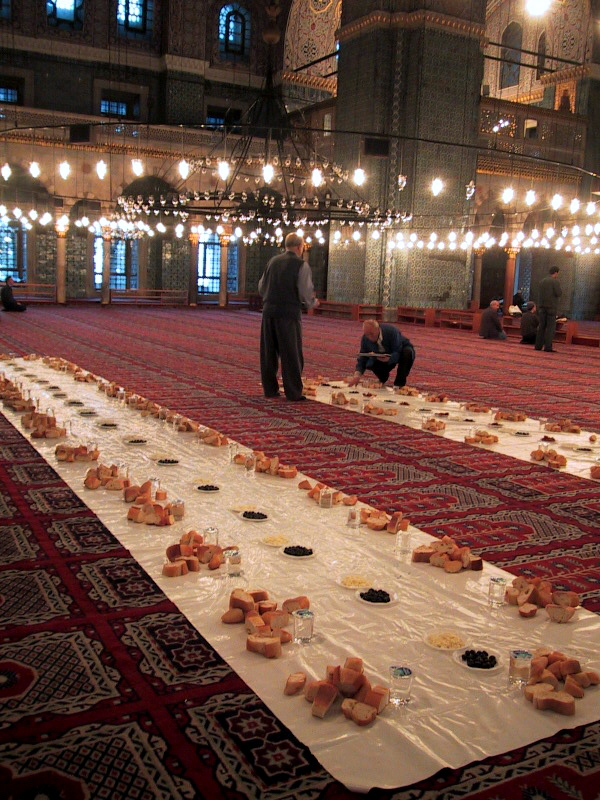
Iftar a la mesquita Sultan Ahmed, a Istanbul, Turquia.

Cada dia, abans de la matinada, els musulmans fan un àpat ràpid anomenat sahur. Després d'aturar-se poc abans de la matinada, els musulmans comencen la primera pregària del dia, el fajr.

#### Iftar
A la posta de sol, les famílies trenquen el dejuni amb l'iftar, obrint tradicionalment el menjar menjant dàtils per commemorar la pràctica de Mahoma de trencar el dejuni amb tres dàtils. Després celebren el màghrib, la quarta de les cinc oracions diàries obligatòries, després de la qual se serveix l'àpat principal.
Les reunions socials, moltes vegades en forma de bufet, són freqüents a l'iftar. Sovint es preparen els plats tradicionals, inclosos postres tradicionals, especialment algunes elaborades només durant el Ramadà. L'aigua sol ser la beguda preferida, però el suc i la llet també solen estar disponibles, així com els refrescos i les begudes amb cafeïna.
Al Pròxim Orient, l'iftar consta d'aigua, sucs, dàtils, amanides i aperitius; un o més plats principals; i postres saboroses, amb les postres considerades l'aspecte més important de l'àpat. Els plats principals típics són el xai estofat amb búrgul, els kebabs de xai amb verdures a la planxa i el pollastre rostit servit amb arròs pilaf amb cigrons. Les postres poden incloure luqaimat, baklava o kunafeh.
Amb el pas del temps, la pràctica de l'iftar ha implicat banquets que poden acollir centenars o fins i tot milers de comensals. La gran mesquita Sheikh Zayed d'Abu Dhabi, la mesquita més gran dels Emirats Àrabs Units, dona de menjar a trenta mil persones cada nit.

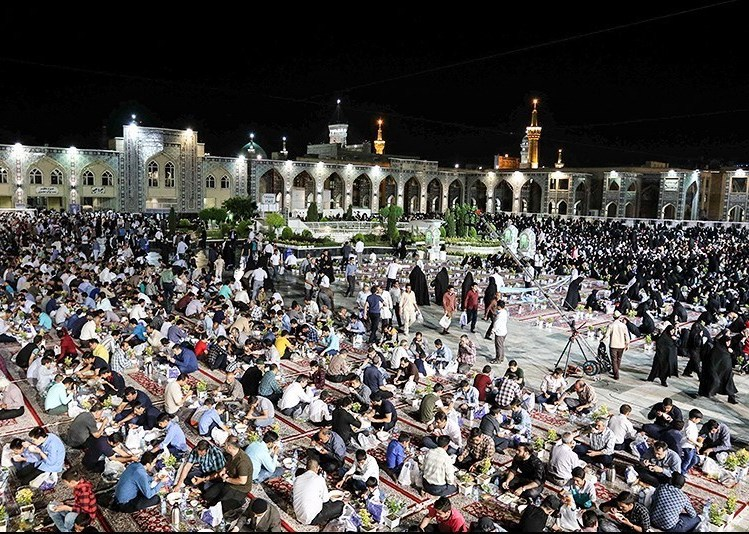
Iftar al santuari de l'Imam Reza

### Caritat

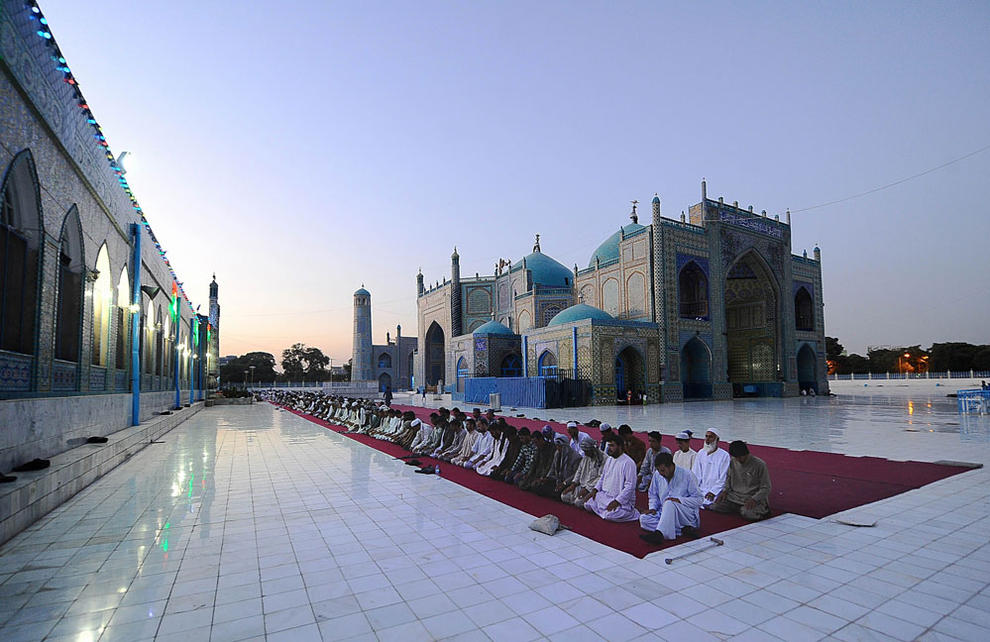
Homes resant durant el Ramadà al santuari d'Ali o Mesquita Blava, a Mazar-i-Sharif, Afganistan

La zakāt és un percentatge fix d'ingressos que un creient ha de donar als pobres; la pràctica és obligatòria com un dels pilars de l'islam.

### Oracions nocturnes
Les taràwih (àrab: تراويح) són oracions nocturnes addicionals realitzades durant el mes de ramadà. Contràriament al que es creu, no són obligatories.

### Recitació de l'Alcorà
Es recomana als musulmans llegir tot l'Alcorà. Com que aquest es pot dividir en trenta juzs o ajzà (‘secció’), se'n llegeix un cada un dels trenta dies del Ramadà. Alguns musulmans incorporen la recitació d'un juz a cadascuna de les trenta sessions de tarawih observades durant el mes.